# Inwood (West Virginia)
Inwood is een plaats (census-designated place) in de Amerikaanse staat West Virginia, en valt bestuurlijk gezien onder Berkeley County.

## Demografie
Bij de volkstelling in 2000 werd het aantal inwoners vastgesteld op 2084.

## Geografie
Volgens het United States Census Bureau beslaat de plaats een oppervlakte van
7,4 km², geheel bestaande uit land. Inwood ligt op ongeveer 207 m boven zeeniveau.

## Plaatsen in de nabije omgeving
De onderstaande figuur toont nabijgelegen plaatsen in een straal van 24 km rond Inwood.